# 民主党 (中華民国)
民主党（みんしゅとう）は、中華民国初期の公開政党。1912年（民国元年）8月に結成。
共和建設討論会の湯化竜と林長民が中心となり、孫洪伊率いる共和統一党、共和倶進会、共和促進会、国民新政社の4政党と合併して成立した。ただし湯と林は、民主党結成時点ですでに共和党の幹事もつとめていた。民主党における実質的な指導者は、1912年10月に帰国した梁啓超である。
1912年末からの衆参両院選挙に参加したが、両院での議席数は16（第4位）にとどまった。1913年（民国2年）5月、共和党、統一党と合併し、進歩党を結成した。なお有力幹部だった孫洪伊は、梁啓超らが袁世凱に接近する姿勢に失望し、進歩党には参加しなかった。